# Kimi no suizō o tabetai
Kimi no suizō o tabetai (jap. 君の膵臓をたべたい) – japoński film animowany z 2018 roku, będący adaptacją powieści Chcę zjeść twoją trzustkę.
Produkcja zdobyła nagrodę Filmu Roku w konkursie AnimaniA Awards w 2020. Była również nominowana w kategorii Najlepszy Pełnometrażowy Film Animowany na Katalońskim Międzynarodowym Festiwalu Filmowym w Sitges w 2018. Film zdobył również Nagrodę Publiczności oraz był nominowany do Nagrody Jury na festiwalu Scotland Loves Anime w 2018.

## Obsada
| Postać                  | Seiyū            |
| ----------------------- | ---------------- |
| Haruki Shiga            | Mahiro Takasugi  |
| Sakura Yamauchi         | Lynn             |
| Kyoko                   | Yukiyo Fujii     |
| Takahiro                | Yuma Uchida      |
| Issei Miyata            | Jun Fukushima    |
| Matka Harukiego         | Atsuko Tanaka    |
| Ojciec Harukiego        | Shin’ichirō Miki |
| Matka Sakury            | Emi Wakui        |
| Policjant 1             | Kenta Kataoka    |
| Policjant 2             | Tomoyuki Arai    |
| Ojciec handlarza rybami | Junnosuke Kuroda |
| Pracownik biurowy       | Takayuki Ogawa   |